# Беленино
Беле́нино — деревня в Смоленской области России, в Сафоновском районе. Расположено в центральной части области в 11 км к северо-востоку Сафонова, и в 5 км юго-восточнее посёлка Вадино, на берегах реки Большая Вержа, притока Вержи. Административный центр Беленинского сельского поселения.
В селе родился Герой Социалистического Труда Николай Стрелков.

## Достопримечательности
- Памятник Герою Советского Союза И. В. Самуйлову, погибшему в период финской войны в 1939 году.